# Tina Charles
Tina Charles, född Tina Hoskins 10 mars 1954 i Whitechapel i London, är en brittisk sångerska som fick framgångar som artist inom disco-genren under det sena 1970-talet. Hennes största hitlåt är "I Love to Love (But My Baby Loves to Dance)" från 1976.
Charles sjöng på disco-gruppen 5000 Volts hitsingel "I'm on Fire" från 1975, men är inte erkänd för det på grund av kontraktsproblem.

## Diskografi

### Album
Studioalbum
- Tina Sings (1973)
- I Love to Love (1976)
- Dance Little Lady (1976)
- Rendezvous (1977)
- Heart 'N' Soul (1977) (UK #35)
- Just One Smile (1980)
- Dance Little Lady Dance (1998)
- Listen 2 The Music (2007)
- Feels Like Sunday (2008)

Samlingsalbum (urval)
- Tina Sings with Wild Honey and Heritage Mam (1977)
- Greatest Hits (1978)
- I Love to Love – Greatest Hits (1987)
- World of Emotion (1993)
- I Love to Love - The Best Of (1998)
- Foundation of Love (2001)

### Singlar
Hitsinglar (topp 30 på UK Singles Chart)
- "I Love to Love (But My Baby Loves to Dance)" (#1) (1976)
- "Dance Little Lady Dance" (#6) (1976)
- "Dr. Love" (#4) (1976)
- "Rendezvous" (#27) (1977)
- "Love Bug – Sweets for My Sweet" (#26) (1977)
- "I'll Go Where Your Music Takes Me" (#27) (1978)